# Homo Argentum
Homo Argentum es una película argentina de comedia antológica de 2025, dirigida por Mariano Cohn y Gastón Duprat, quienes también la escribieron junto con Horacio Convertini y Andrés Duprat, bajo la producción de Pampa Films y Gloriamundi. La película expone dieciséis historias independientes protagonizadas por el actor Guillermo Francella, que interpreta diversos personajes en «viñetas», con la intención de explorar el «gen argentino». El elenco se completa con Eva De Dominici, Clara Kovacic, Miguel Granados, Gastón Soffritti, Dalma Maradona, entre otros. La película se estrenó el 14 de agosto de 2025 en las salas de cines de Argentina.

## Sinopsis
La película se divide en dieciséis historias, que son llamadas «viñetas» en la película, todas protagonizadas por Guillermo Francella, interpretando personajes distintos. La primera mitad aborda temáticas como la hipocresía de la clase media-alta («Aquí no ha pasado nada»), fantasías eróticas masculinas («Noche de suerte»), la cancelación social («Piso 54»), el abuso a turistas («Bienvenidos a Buenos Aires»), la dependencia familiar prolongada («El niño eterno»), la paranoia por la inseguridad y la violencia («Un hombre decidido»), el desencanto tras una celebración futbolística («La fiesta de todos») y la obsesión por los autos y la violencia urbana («El auto de mis sueños»). La segunda mitad profundiza en historias como la solidaridad con un joven de la calle («Experiencia enriquecedora»); la presión del cargo presidencial («Cadena nacional»); los conflictos familiares por una nueva pareja («La novia de papá»); la caída de un cura villero («Las ventajas de ser pobre»); el dolor del exilio familiar («Ezeiza»); las lecciones paternalistas de un abuelo presumido («Un juguete carísimo»); las incoherencias de un director de cine «con conciencia social» («Un film necesario»); y el choque cultural en suelo italiano («Troppo dolce»).

## Reparto
- Guillermo Francella
- Clara Kovacic como Paloma
- Eva De Dominici como Ana
- Miguel Granados como Ariel
- Graciela Stéfani
- Bruno Rondini como Ladrón
- Guillermo Arengo
- Milo J como Axel
- Dalma Maradona como Eliana
- Juan Luppi
- Vanesa González
- Gastón Soffritti
- Aurora Quattrocchi
- Tony Sperandeo
- Giulia Brancato

## Producción
La idea de la realización de la película surgió de Guillermo Francella, que declaró su admiración por el cine italiano del neorrealismo, que al actor le pareció que representaba muy bien el «gen italiano», sobre todo la película I mostri (1963) de Dino Risi. Le propuso a los directores Mariano Cohn y Gastón Duprat, con quienes ya venía trabajando en la serie El encargado, de realizar una película humorística que buscara representar la «argentinidad».
El rodaje de la película comenzó en octubre de 2024 en distintas locaciones de Buenos Aires y de toda la Argentina, como también en Italia y duró 9 semanas.

## Lista de cortos
En orden de aparición en la película. 
- Aquí no ha pasado nada
- Noche de suerte
- Piso 54
- Bienvenidos a Buenos Aires
- El niño eterno
- Un hombre decidido
- La fiesta de todos
- El auto de mis sueños
- Experiencia enriquecedora
- Cadena nacional
- La novia de papá
- Las ventajas de ser pobre
- Ezeiza
- Un juguete carísimo
- Un film necesario
- Troppo dolce

## Recepción

### Crítica
La película recibió críticas mixtas por parte de la prensa especializada. Diego Brodersen de Página 12 la describió como una «colección de dieciséis mini historias, todas ellas autónomas pero unidas por un delgado hilo que, de manera pretendidamente jocosa, busca moldear un arquetipo del ‘ser nacional’». Señaló que algunas viñetas funcionan mejor que otras, mientras que varias presentan «falto de ritmo y tensión narrativa, el corto concluye con un remate previsible, de esos que se ven venir a kilómetros de distancia, anulando cualquier posibilidad cómica», y que las historias más breves acentúan esa debilidad: «falta de gracia que las historias más breves... hacen aún más evidente». Destacó el segmento del vigilante que tiene una noche de suerte, el cual «trabaja de manera ingeniosa el fuera de campo y cuyo cierre escapa a la obviedad», aunque cuestionó el exceso de publicidad en pantalla: «más chivos que cameos, parece haber sido el concepto rector».
Por su parte, Guillermo Courau en La Nación consideró que, aunque la intención de diseccionar el «ser nacional» está presente, el resultado queda «a mitad de camino a la hora de exponer su virulencia frente a la suma de estereotipos». También observó que la indefinición del tono actoral y narrativo impide a la película desplegar «las alas», y que la abundancia de publicidades en cada historia «al principio distrae, a la larga agota». No obstante, destacó como principal acierto la labor de Francella, afirmando que «el peso específico de Homo Argentum recae sobre Guillermo Francella y su ductilidad a la hora de calzarse una máscara y convertirse en personas totalmente distintas».